# Kathedraal van Valence

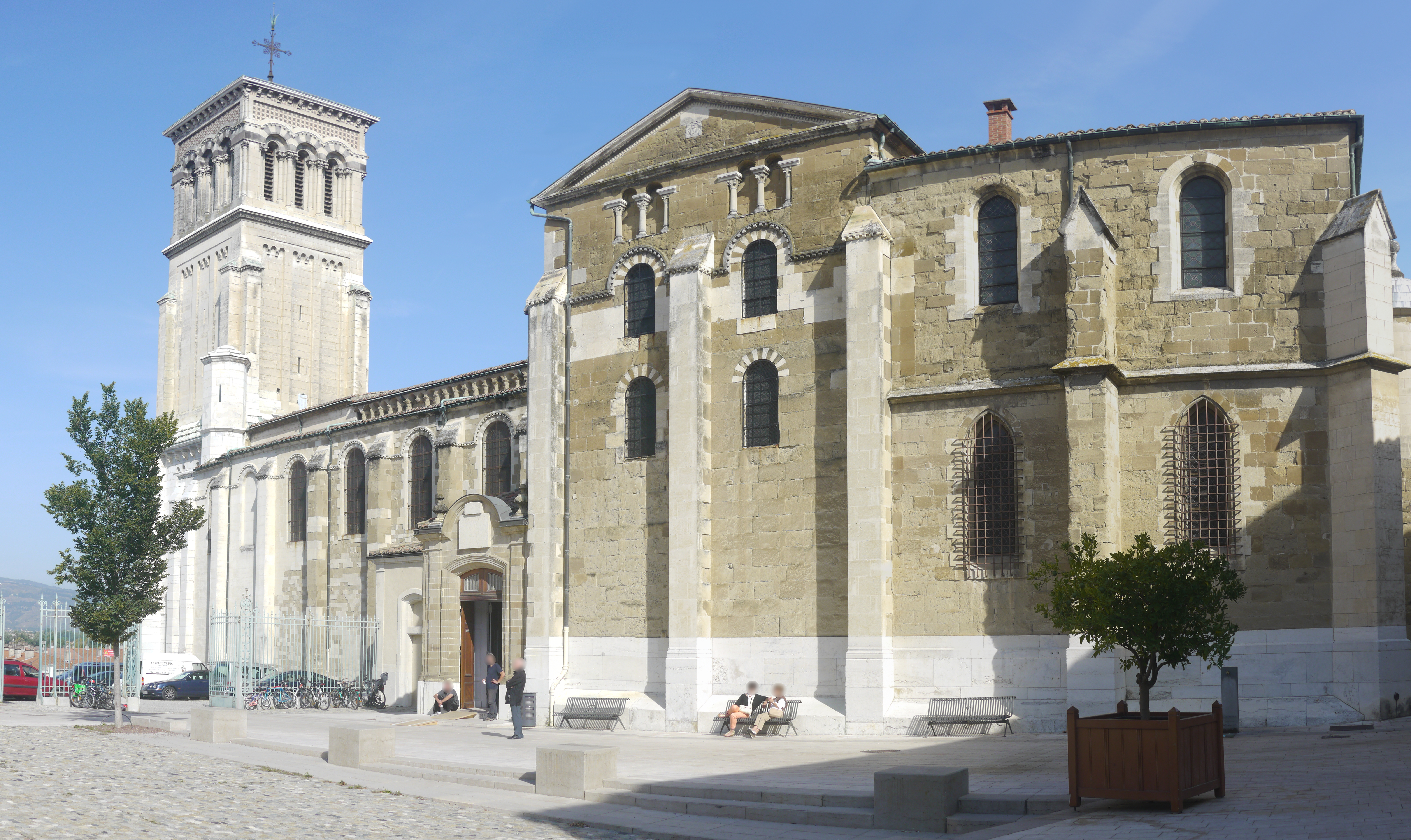
Sint-Apollinariskathedraal van Valence

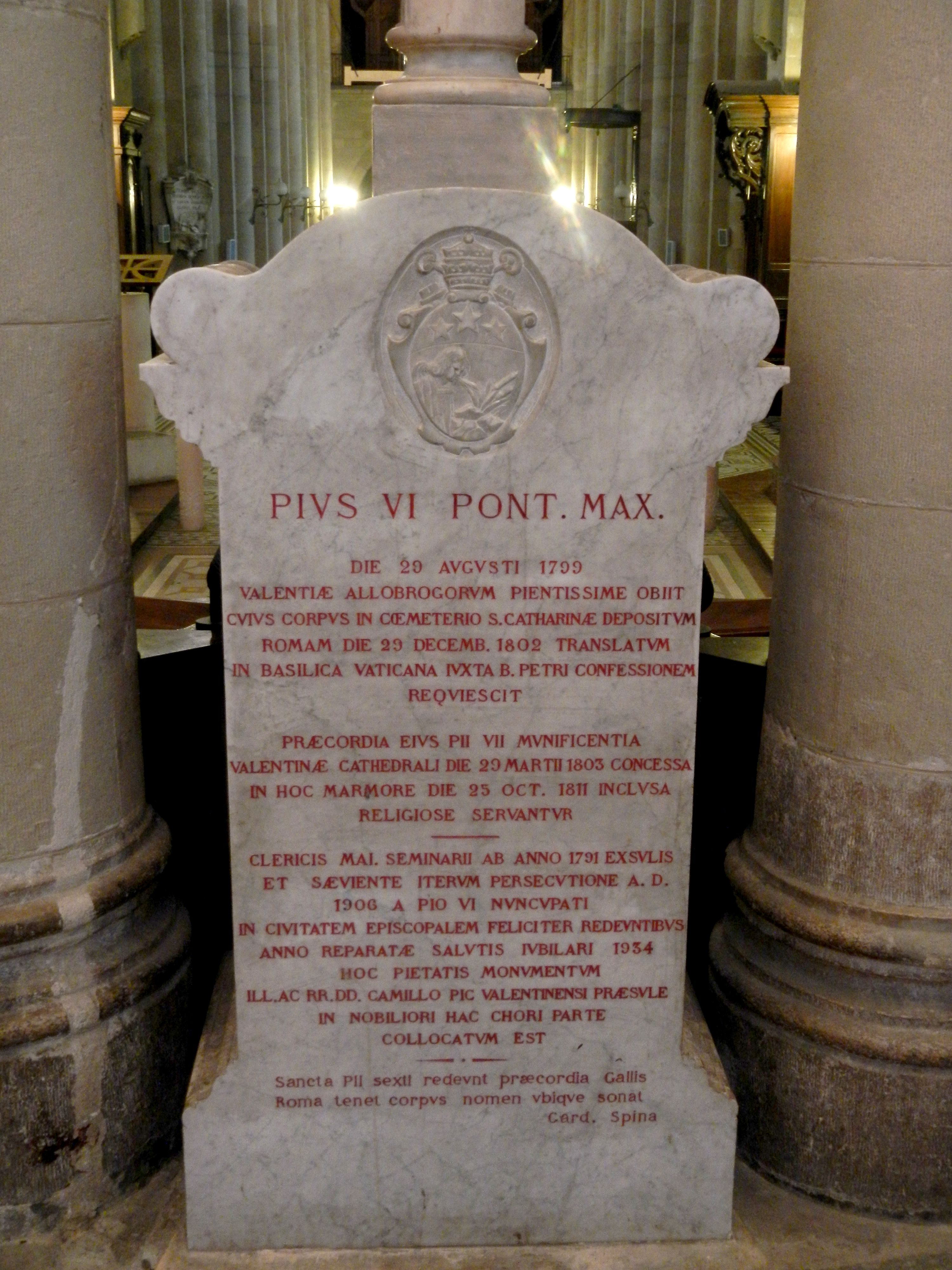
Herdenkingssteen voor paus Pius VI

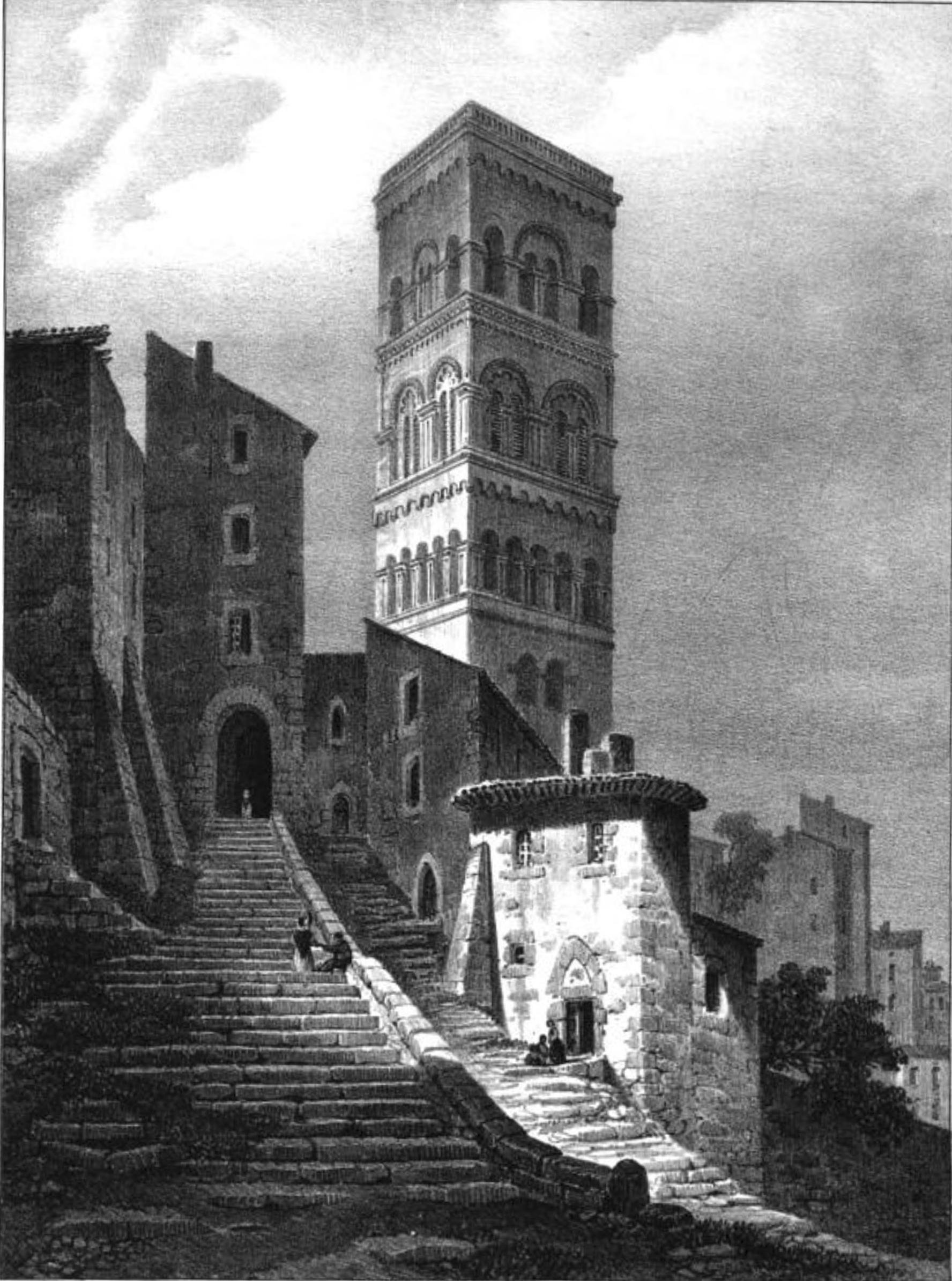
Toren van de kathedraal voor de blikseminslag in de 19e eeuw

De kathedraal van Valence, de Sint-Apollinariskathedraal (11e eeuw, herbouwd 17e eeuw), is de bisschopszetel van het bisdom Valence, in de stad Valence. Valence is de hoofdplaats van het departement Drôme in Frankrijk.
De Kathedraal is toegewijd aan Apollinaris van Valence, heilige en bisschop van Valence. Zij bevindt zich aan de Place des Ormeaux en aan de Place des Clercs.

## Historiek

### Romeins
Het bisdom Valence werd opgericht in de 4e eeuw, ten tijde van het West-Romeinse Keizerrijk. De eerste kerk van Valence werd gebouwd, op een verder onbekende plek binnen de vestingmuren. Wat wel bekend is, is dat kerk een basiliek was toegewijd aan de heiligen Cornelius en Cyprianus. In de loop van de 6e eeuw, na de val van het West-Romeinse Rijk werden de relikwieën van de heilige Apollinaris begraven in de basiliek. Apollinaris was bisschop van Valence geweest in de overgang van de 5e-6e eeuw. De basiliek kreeg voortaan drie patroonheiligen. Later bleef alleen de patroonheilige Apollinaris over.

### Romaanse kathedraal
In de Middeleeuwen verrees er een Romaanse kathedraal op de plek, waar de huidige versie van de kathedraal staat. De Sint-Apollinariskathedraal was het werk van bisschop Gontard. Het bisschoppelijk paleis, in haar eerste versie, werd door zijn toedoen naast de kathedraal gebouwd. Beide bouwwerken stonden binnen de Romeinse vestingmuren van Valence. Ze stonden op de meest zuidelijke uithoek van wat ooit de Romeinse stad was. Aangezien de beide gebouwen op het eerste terras boven de rivier de Rhône stonden, waren ze goed beveiligd. De kathedraaltoren diende als uitkijkpost voor de scheepvaart op de Rhône. Begin 11e eeuw was de Romaanse kathedraal in verval.

### Gotische kathedraal
Tijdens de 11e en 12e eeuw werd er gebouwd aan de Gotische kathedraal. Paus Urbanus II wijdde de kathedraal in op 5 augustus 1095. De bisschoppen van Valence in deze tijd waren vaak graaf-bisschoppen aangezien ze leenman waren van de keizer van het Heilige Roomse Rijk. 
Begin 15e eeuw maakten de koningen van Frankrijk zich meester van Valence en de hele Dauphiné. Tijdens de Franse Godsdienstoorlogen (16e eeuw) werd de kathedraal grotendeels verwoest. De ruïne bleef staan tot het begin van de jaren 1600. 

### Romaanse kathedraal
Vanaf 1600 kende de stad Valence een opleving van rooms-katholicisme. Talrijke kloosterordes vestigden zich in de stad. De kathedraal werd herbouwd, en dit in een Romaanse stijl zoals ze ooit in de vroege Middeleeuwen bestond. 
Tijdens de 17e eeuw kende het bisdom Valence het lange pontificaat van bisschop Alexandre Milon de Mesme. Hij was bisschop van 1725 tot 1771. Deze periode was er een van grote bouwwerven ter verfraaiing van de kathedraal en van het bisschoppelijk paleis. De bisschop betaalde voor een groot balkon in de kathedraal waar een barokorgel geplaatst werd.
In 1799 stierf paus Pius VI door uitputting in Valence; hij was een gevangene van generaal Napoleon Bonaparte. Pius VI lag in de kathedraal begraven van 1799 tot 1802. In 1802 werd het stoffelijk overschot naar Rome overgebracht. Een herdenkingssteen herinnert aan deze gebeurtenis. 
Nog in de 19e eeuw brandde de toren af door een blikseminslag. Dit werd hersteld in een bleke kleur van kalksteen, wat contrasteert met de kleur van de rest van het gebouw. In 1862 werd de kathedraal erkend als monument historique van Frankrijk. Het voormalige bisschoppelijk paleis, naast de kathedraal, werd ingericht als Musée des Beaux-Arts et d’Archéologie de Valence.
De Sint-Apollinariskathedraal bevat een huldigingsmonument voor de Gibergues, die bisschop van Valence was tijdens de Eerste Wereldoorlog.